# Ратуша и беффруа Алста
Здание городского совета Алста находится на центральной площади Алста, города в бельгийской провинции Восточная Фландрия. Здание городского совета состоит из трёх частей: собственно здания городского совета, флигеля и беффруа. Вместе с другими бельгийскими и французскими беффруа, беффруа Алста внесена в список всемирного наследия ЮНЕСКО под номером ID 943—001. Сегодняшнее здание датируется XV веком.
Первое здание городского совета было возведено в 1225 году из известняка, добываемого в расположенном неподалёку Леде. Когда в 1380 году Алст был разрушен жителями Гента под предводительством графа Фландрии Людовика Мальского, здание городского совета было сожжено: сохранился только восточный фасад. Восстановление западного фасада началось в 1407 году. Во время кермессы 7 июля 1879 года здание снова горело и было восстановлено в 1886 году.
Строительство беффруа датируется 1460 годом, и с того же года в ней расположен карильон. Первый карильон мехеленского мастера Вранка был заменён в 1714 году, а колокола были заново отлиты после пожара 1879 года. Сегодня карильон насчитывает 52 колокола. Фасад беффруа украшают две скульптуры. Между ними с 1460 по 1879 год располагались солнечные часы. Так же на фасаде беффруа выбит лозунг Филиппа II: «NEC SPE NEC METU» (с лат. — «Ни надеждой, ни страхом»).
Примыкающий к зданию городского совета флигель служил местом оглашения законов и местом принесения правителем присяги на верность городским свободам. Фасад флигеля украшают пять скульптур:
- Фемида, богиня правосудия.
- Карл V, при правлении которого был построен флигель.
- «Дитя Алста», Дитрих[нидерл.], последний граф Алста (ум. в 1166 году).
- Питер Куке ван Алст, художник.
- Корнелиус Де Схрейвер, поэт и писатель.